# Erhard Gustave de Wedel
Pour les articles homonymes, voir Wedel (homonymie).
Erhard Gustave comte de Wedel, né le 22 mars 1756 au château d’Evenburg (de) à Leer (Frise orientale), mort le 8 février 1813 à Dresde (Royaume de Saxe), est un général prussien de la Révolution et de l’Empire.

## Origine
Ses parents sont le comte Anton Franz von Wedel (de) (né le 26 octobre 1707 et mort le 21 mai 1788) de la famille von Wedel (de) et son épouse Marie Julia Sophie Charlotte née von Wedel (née le 2 décembre 1731 et morte le 4 août 1796). Son père est chambellan prussien, conseiller de guerre secret ainsi qu'héritier de Gödens (de). Son frère Georg Clemens August von Wedel (1754-1825) est président du paysage de Frise orientale (de) de 1779 à 1788. 

## États de service
Il entre en service en 1778, dans l’armée prussienne, comme officier volontaire dans la suite du duc de Brunswick-Bevern et il est nommé lieutenant le 8 octobre 1786, puis capitaine le 1er juin 1787. Il est décoré de la croix Pour le Mérite le 4 juin 1794.
Lieutenant-colonel le 30 mai 1802, il reçoit son brevet de colonel le 2 juin 1804, et il est élevé au grade de général-major honoraire au service de la Prusse le 7 novembre 1806, jour de la capitulation de Lübeck, où il est fait prisonnier par les Français. Libéré peu après, il est admis à la retraite le 28 décembre 1807.
Le 12 mai 1808, il est intégré dans l’armée du royaume de Hollande, avec le grade de général-major, et le 1er octobre 1809, il prend le commandement du régiment royal des pupilles de la Garde à Utrecht.
Le 8 juillet 1810, il est transféré au service de la France avec le grade de général de brigade, et en mars 1811, il est affecté dans les provinces illyriennes, comme gouverneur de Zara. Le 10 décembre 1811, il est nommé commandant temporaire du département du Pô, et le 26 janvier 1812, il est mis à la suite de l’état-major à Mayence. Le 21 mai 1812, il est attaché à l’état-major général de la Grande Armée, d’abord comme commandant de Poznań, puis de Toruń. Le 22 juin 1812, il est désigné, pour participer à la campagne de Russie, et le 22 juin 1812, il commande Wolkowisk, jusqu’au 15 décembre suivant.
Retiré à Lomza, il meurt le 8 février 1813, à Dresde du typhus.
Le 16 janvier 1812, il a été autorisé par Napoléon à porter le titre de comte impérial Wedel-Evenburg.

## Famille
Il épousa le 20 mai 1789 à Magdebourg Johanna Christine Wilhelmine von Goetz (né le 25 août 1772 et mort le 2 septembre 1840), une fille du colonel Johann Friedrich von Goetz et de Katharina Wilhelmine Luise von Stilcke. Le couple a les enfants suivants :
- Carl Anton Wilhelm (né le 6 juin 1790 et mort le 18 novembre 1853), membre du Conseil d'État hanovrien, 9e régiment de chevau-légers, marié en :
  - 1827 avec la baronne Caroline von dem Bussche-Hünnefeld (née le 10 mai 1805 et morte le 30 juin 1828)
  - 1830 avec la baronne Wilhelmine von dem Bussche-Hünnefeld (née le 10 mai 1805 et morte le 21 juin 1892), sœur jumelle de la précédente[1].
- Friedrich Wilhelm Ferdinand (né le 7 juin 1793)
- Charlotte Luise Wilhelmine (née le 25 septembre 1796 et morte le 2 mai 1822)[2] mariée avec Carl Rudolph Friso von Rehden (né en 1788 et mort le 1er novembre 1822)[3]